# Sarpourenx
Sarpourenx är en kommun i departementet Pyrénées-Atlantiques i regionen Nouvelle-Aquitaine i sydvästra Frankrike. Kommunen ligger i kantonen Lagor som tillhör arrondissementet Pau. År 2022 hade Sarpourenx 290 invånare.

## Befolkningsutveckling
Antalet invånare i kommunen Sarpourenx
| Referens: INSEE |